# Canal des houillères de la Sarre
Le canal des houillères de la Sarre fut réalisé entre 1861 et 1866, il traverse le nord-est de la Lorraine et borde l'Alsace bossue à l'ouest. 

## Présentation
La présence du gisement houiller de Sarrebruck et de l'industrie de Mulhouse, grosse consommatrice de charbon, tous deux relativement éloignés l'un de l'autre furent à l'origine de la création de ce canal. Les aciéries de la Sarre, ainsi que les faïenceries de Sarreguemines et de Mettlach (Villeroy et Boch) utilisèrent ce canal pour leurs livraisons de masse et lointaines, telles que Paris ou le port de Marseille. La canalisation « Freycinet » s'arrêta à Mettlach, sans débouché aval vers la Moselle. La canalisation depuis le confluent de Trêves fut réalisée dans les années 1980, au grand gabarit rhénan, mais à partir de Sarrebruck seulement.
Le canal des houillères de la Sarre et la Sarre canalisée forment une voie d'eau de 105 km, dont 63 km de canal artificiel comprenant 27 écluses. Il traverse aussi les étangs réservoirs lorrains de Gondrexange, de Mittersheim et du Stock.
La navigation est autorisée à des bateaux de 38 mètres de longueur, cinq mètres de largeur avec un tirant d'eau de 1,80 mètre (chargement de 250 à 280 tonnes, gabarit Freycinet).
Les installations portuaires le long du canal sont nombreuses. En France on trouve les ports de Houillon, Diane-Capelle, Mittersheim, Harskirchen, Bissert, Rech-les-Sarralbe, Sarralbe, Wittring, Sarreguemines, Grosbliederstroff et en Allemagne, les ports de Sarrebruck, Brebach, Burbach, Luisenthal, Völklingen.
De Sarrebruck et Sarreguemines à Gondrexange, où le canal des houillères de la Sarre rejoint celui de la Marne au Rhin, le chemin de halage est aménagé en véloroute. Il est revêtu sur toute sa longueur et fait partie de l'EuroVelo 5 qui relie Canterbury (Angleterre) à Brindisi (Italie). Au-delà de Gondrexange en direction de l'est, le chemin de halage n'est pas encore aménagé en véloroute entre Gondrexange et Arzviller. Au sortir du tunnel d'Arzviller, l'aménagement cyclable du chemin de halage, également partie intégrante de l'EuroVelo 5, a été réalisé jusqu'à Strasbourg. Cette portion est  revêtue sur toute sa longueur.

## Anecdotes
- Le film Les Rivières pourpres 2 (les anges de l'apocalypse) dont l'histoire se déroule en Lorraine fait référence au canal des houillères comme une ligne Maginot maritime.